# Cratere St. John
St. John è un cratere lunare di 66,74 km situato nella parte nord-occidentale della faccia nascosta della Luna.